# Banksia aculeata
Banksia aculeata är en tvåhjärtbladig växtart som beskrevs av Alexander Segger George. Banksia aculeata ingår i släktet Banksia och familjen Proteaceae. Inga underarter finns listade i Catalogue of Life.